# Tête des Russiers
La tête des Russiers  ou Steinkopf est un sommet du massif des Vosges culminant à 1 187 mètres d'altitude.

## Histoire
Il fut le théâtre de violents combats durant la Seconde Guerre mondiale.

## Randonnée
Il est traversé par le sentier des Russiers qui part du col de Bussang pour monter au Drumont.